# 藤城清治美術館那須高原
藤城清治美術館那須高原（ふじしろせいじびじゅつかんなすこうげん）は、影絵作家として有名な藤城清治氏の作品を約150点展示する美術館。
展示室には各所に仕掛けが施されており、大人から子どもまで楽しめる。

## 建物概要
1994年に建築された旧ニキ美術館の建物（本館、カフェ棟）と元々敷地内にあった明治期の長屋門を改築利用（リノベーション）している。また、庭園内のチャペルは藤城清治の構想を基に新築されている。

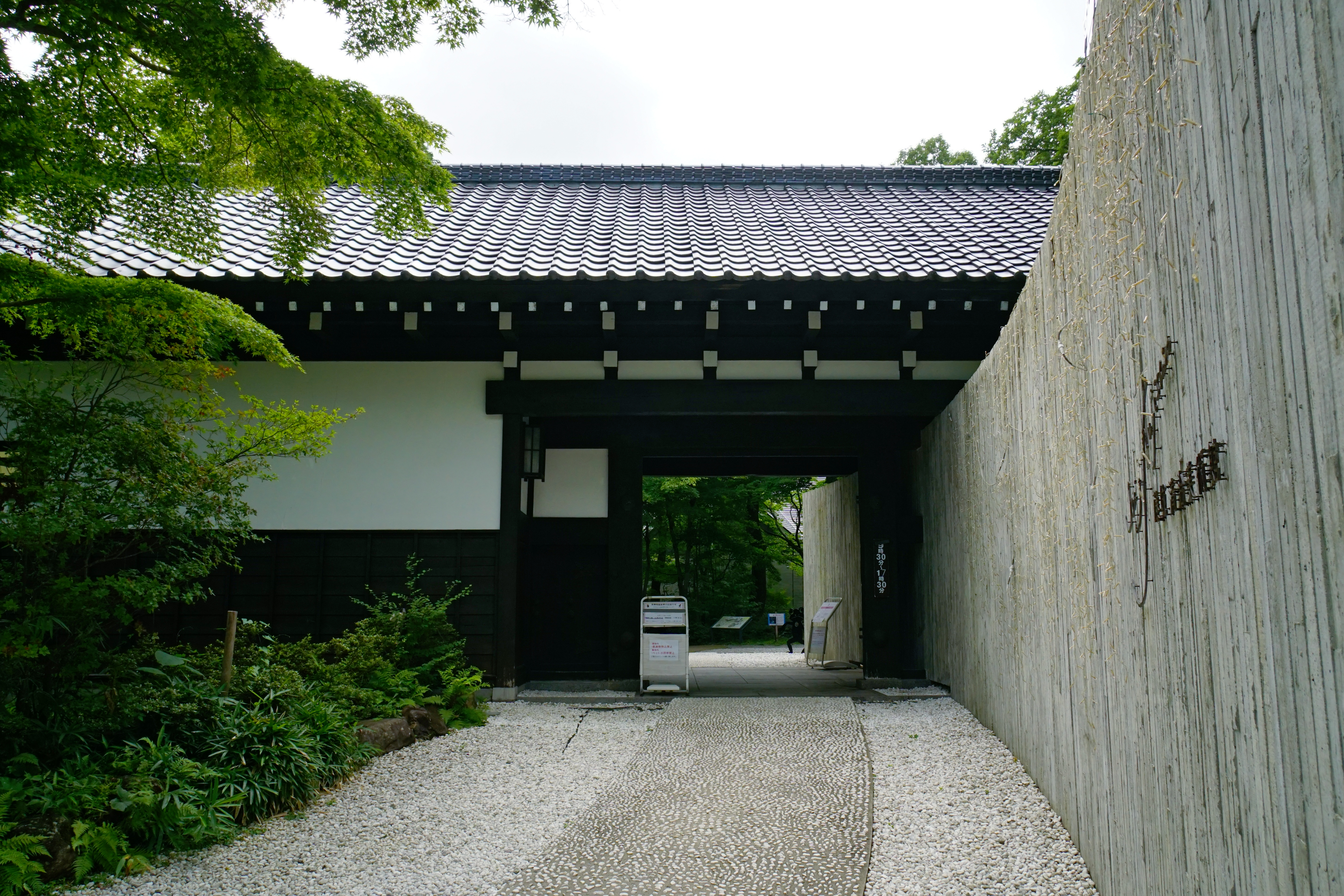
長屋門
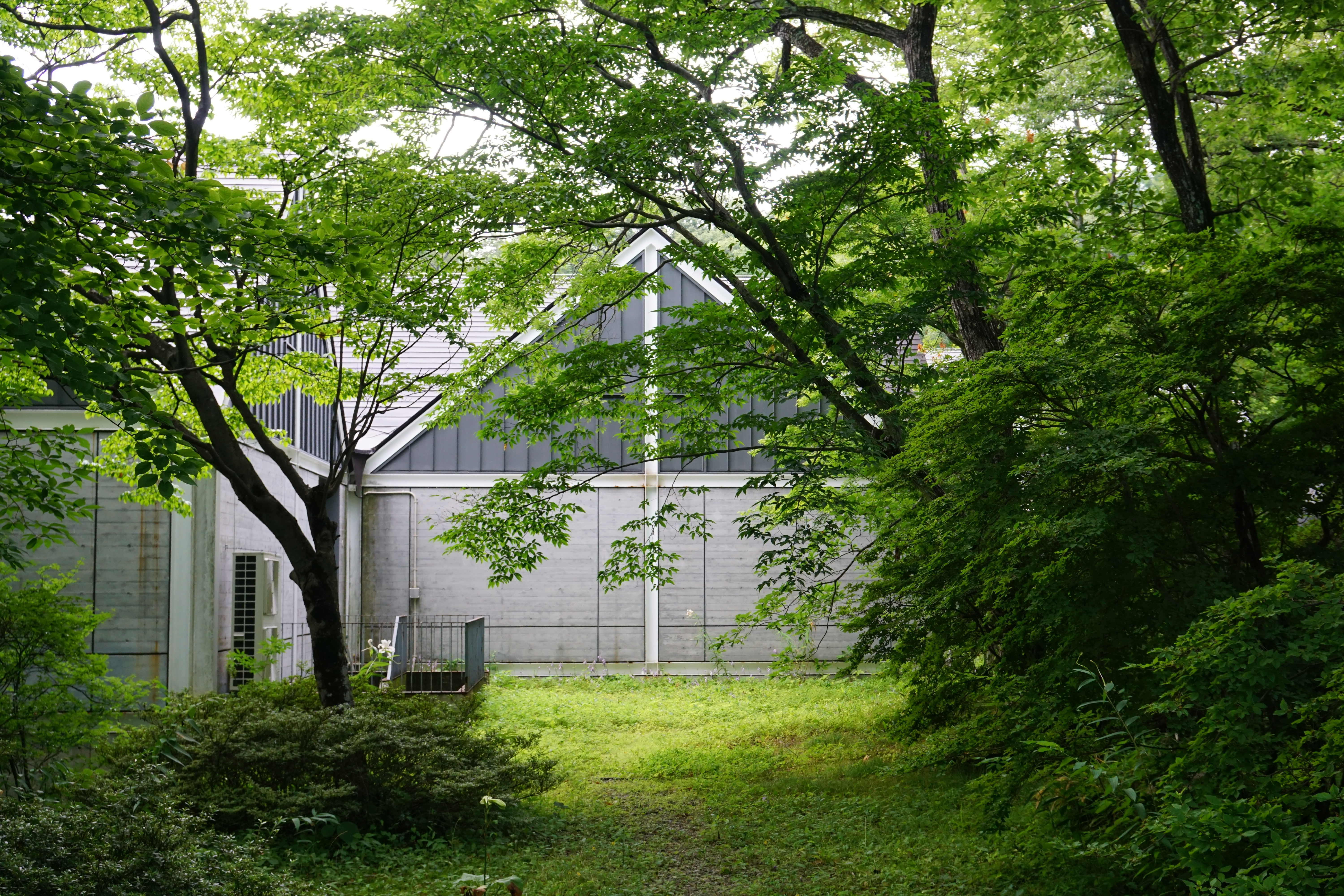
本館
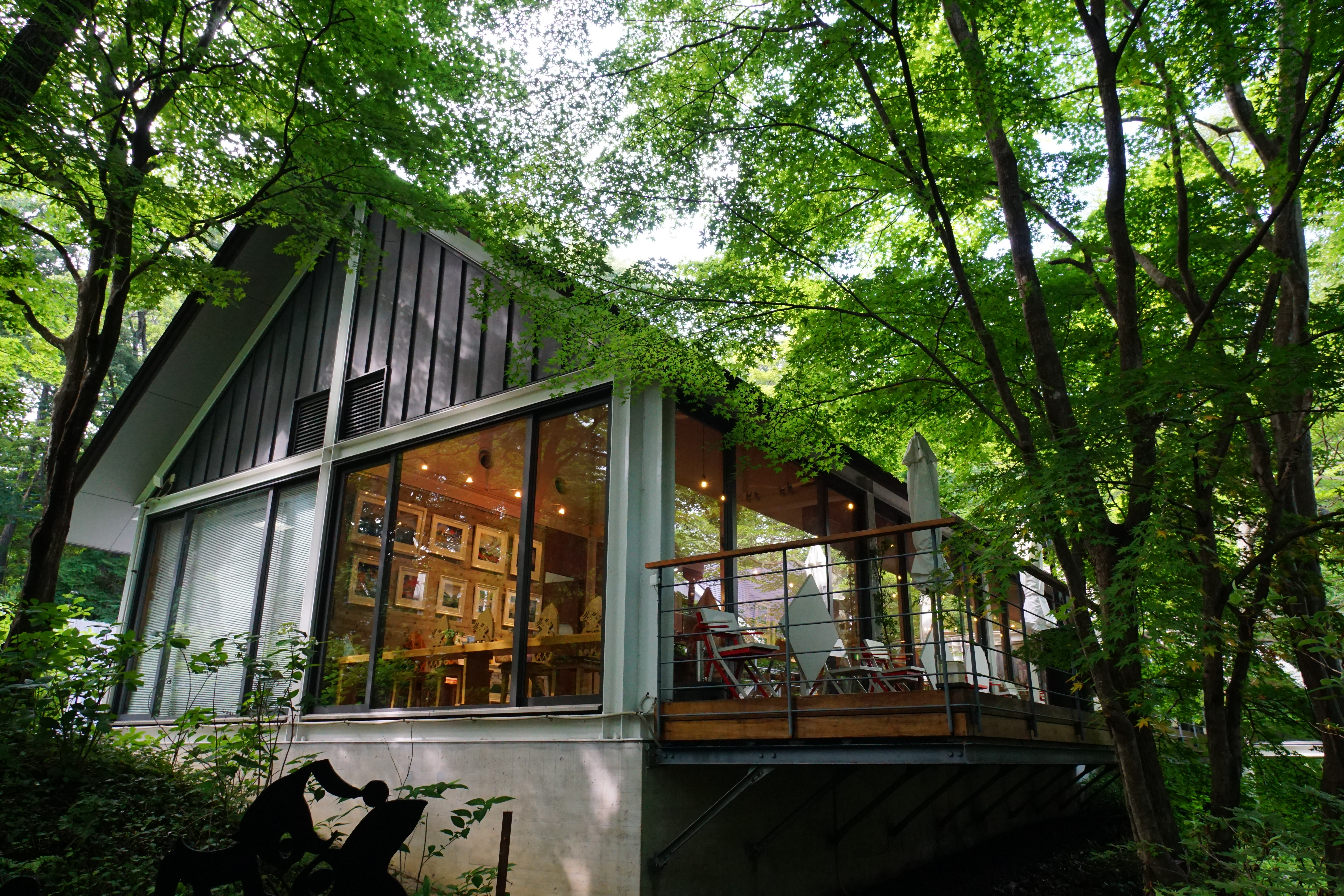
カフェ棟
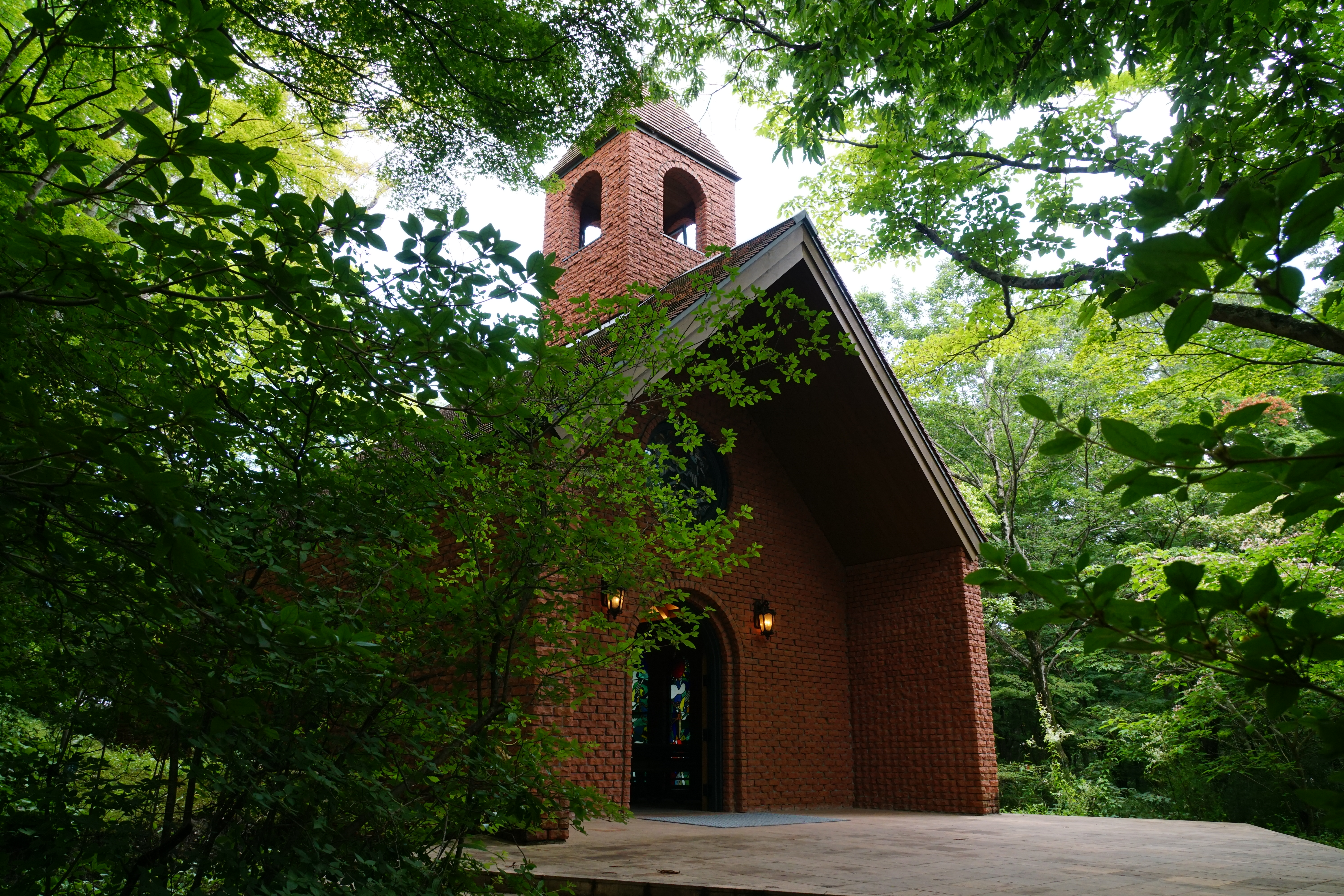
チャペル
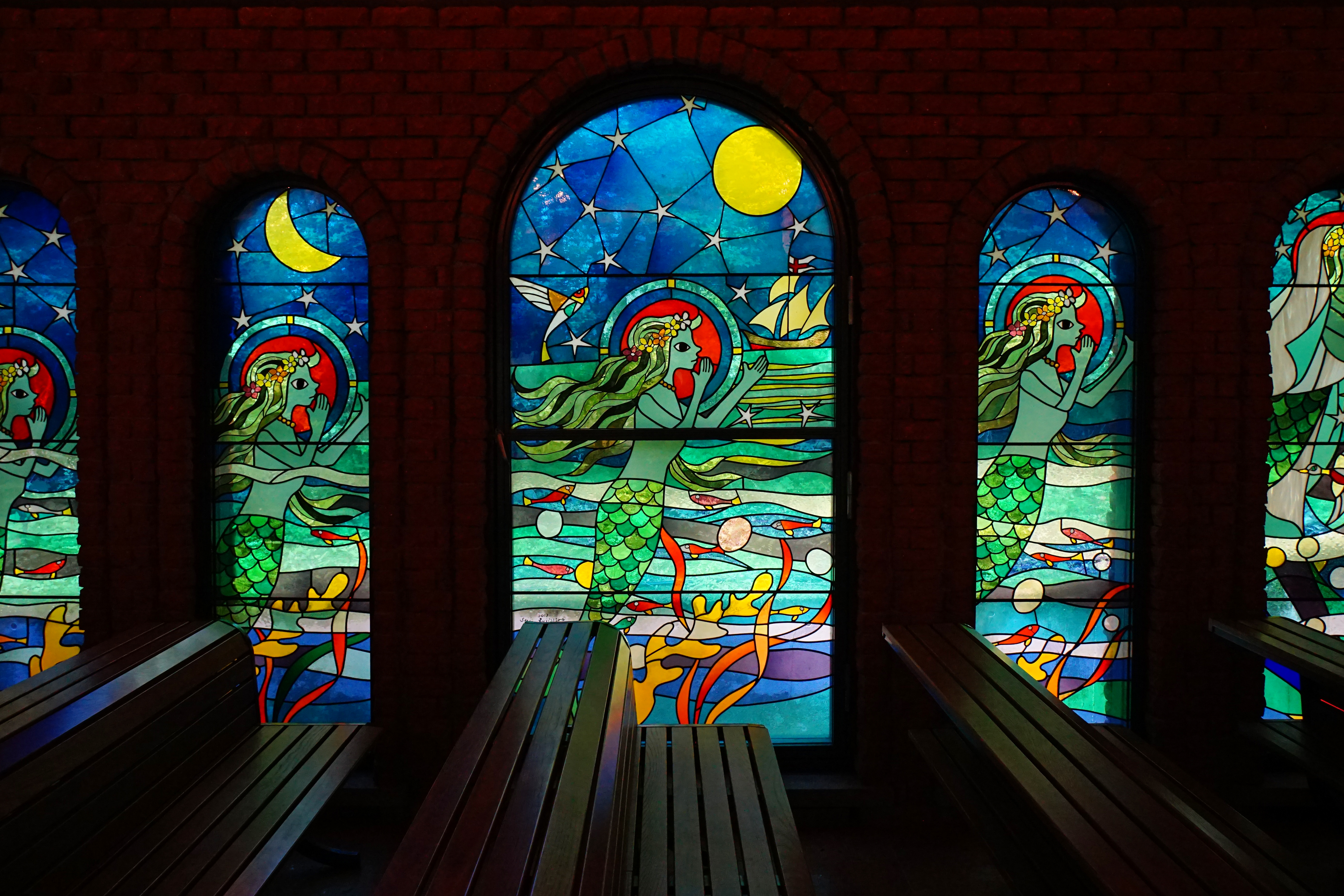
チャペル内部

## 利用案内
- 開館時間：午前9時半から午後4時半
- 休館日：火曜日
- 入館料：一般2,000円、3歳から中学生1,300円

シルバー割引があり、2023年4月現在で藤城本人と同じ99歳以上に有効。藤城の年齢とともに対象年齢は上がる。
- ペットの入館は不可
- 展示室の写真撮影は不可